# Maracaçumé
Maracaçumé é um município brasileiro no estado do Maranhão, Região Nordeste do país. Localiza-se no oeste maranhense e sua população estimada em 2018 era de 21 201 habitantes.

## História
Etimologicamente, o nome Maracaçumé parece ter surgido do tupi: mbara'ká (Maracá, chocalho) suaçu-mé (Cabra). Ou seja, significa "Chocalho de cabra".
A região que se estende desde o rio Gurupi até o vale do Turiaçu, abrangendo todo o Maracaçumé, desde os fins do século XVIII, concentrou inúmeros quilombos. Por isso, não se pode estabelecer uma data fixa de criação ou de origem, pois "existiram quilombos antes e depois da Independência, formados no decorrer dos anos, em Viana, Pinheiro, Alcântara, Guimarães, Maracaçumé e outros lugares" como afirma Carlos de Lima em História do Maranhão A Colônia.
Segundo Eduardo Olímpio Machado, em 1855 criou-se a Colônia Maracaçumé, administrada pela Companhia Maranhense de Mineração, a qual contratou cerca de 40 chineses para a exploração das minas.
Os Ka'apor vivem no norte do Maranhão. Suas terras fazem limite, ao norte, com o rio Gurupi, ao sul, com os afluentes meridionais do rio Turiaçu, a oeste com o Igarapé do Milho e a leste, com uma linha no sentido noroeste-sudeste quase paralela à rodovia BR-316. Todos os córregos e rios drenam para três grandes rios: Maracaçumé, Turiaçu e Gurupi, que, por sua vez, deságuam diretamente no oceano Atlântico. A altitude máxima é de cerca de 250 metros acima do nível do mar nas regiões montanhosas, onde as cabeceiras do Maracaçumé, Turiaçu e Gurupi estão mais próximas umas das outras. Chove cerca de 2000 a 2500 mm por ano, sendo que a maior parte deste volume cai durante a predominância dos ventos vindos de leste de janeiro a maio.
Eles são conhecidos pela história documentada por terem se estabelecido sucessivamente nas bacias do rio Acará (ca. 1810), rio Capim (ca. 1825), rio Guamá (1864), rio Piriá (1875) e rio Maracaçumé (1878).

## Geografia
De acordo com a divisão regional vigente desde 2017, instituída pelo IBGE, o município pertence às Regiões Geográficas Intermediária de Santa Inês-Bacabal e Imediata de Governador Nunes Freire. Até então, com a vigência das divisões em microrregiões e mesorregiões, fazia parte da microrregião de Gurupi, que por sua vez estava incluída na mesorregião do Oeste Maranhense.
| Área da unidade territorial [2024] | 635,758 km²                                              |
| Hierarquia urbana [2018]           | Centro de Zona B                                         |
| Região de Influência [2018]        | Arranjo Populacional de São Luís/MA - Capital Regional A |
| Região intermediária [2024]        | Santa Inês - Bacabal                                     |
| Região imediata [2024]             | Governador Nunes Freire                                  |
| Mesorregião [2022]                 | Oeste Maranhense                                         |
| Microrregião [2022]                | Gurupi                                                   |

Fonte: IBGE
| Bioma predominante [2024]             | Amazônia     |
| Área urbanizada [2019]                | 5,01 km²     |
| Esgotamento sanitário adequado [2010] | 40,6 %       |
| Arborização de vias públicas [2010]   | 69,8 %       |
| Urbanização de vias públicas [2010]   | 0,1 %        |
| Sistema Costeiro-Marinho [2019]       | Não pertence |

Fonte: IBGE
Educação
| Taxa de escolarização de 6 a 14 anos de idade [2010]             | 98,3 %           |
| IDEB – Anos iniciais do ensino fundamental (Rede pública) [2023] | 4,4              |
| IDEB – Anos finais do ensino fundamental (Rede pública) [2023]   | 3,7              |
| Matrículas no ensino fundamental [2023]                          | 3.745 matrículas |
| Matrículas no ensino médio [2023]                                | 823 matrículas   |
| Docentes no ensino fundamental [2023]                            | 278 docentes     |
| Docentes no ensino médio [2023]                                  | 42 docentes      |
| Número de estabelecimentos de ensino fundamental [2023]          | 23 escolas       |
| Número de estabelecimentos de ensino médio [2023]                | 3 escolas        |

Fonte: IBGE
Economia
| PIB per capita [2021]                                                                           | 9.510,69 R$       |
| Índice de Desenvolvimento Humano Municipal (IDHM) [2010]                                        | 0,582             |
| Total de receitas brutas realizadas [2023]                                                      | 107.847.405,79 R$ |
| Transferências correntes (Percentual em relação às receitas correntes brutas realizadas) [2023] | 93,63 %           |
| Total de despesas brutas empenhadas [2023]                                                      | 104.896.205,40 R$ |

Fonte: IBGE
| Salário médio mensal dos trabalhadores formais [2022]                                             | 1,5 salários mínimos |
| Pessoal ocupado [2022]                                                                            | 2.137 pessoas        |
| População ocupada [2022]                                                                          | 10,10 %              |
| Percentual da população com rendimento nominal mensal per capita de até 1/2 salário mínimo [2010] | 48,2 %               |

Fonte: IBGE